# 青岛齐燕会馆
36°04′41″N 120°18′59.2″E / 36.07806°N 120.316444°E
青岛齐燕会馆旧址是位于中国山东省青岛市市北区馆陶路13号的一座会馆建筑，建于1925年，建筑设计师为王锡波。2006年列入山东省文物保护单位。

## 历史
齐燕会馆的前身是即墨人胡存约、黄县人傅炳昭等人于1901年（一说1902年）创办的山东会馆，后来因朱子兴等河北、天津籍商人加入而于1908年改组为齐燕会馆。会馆设委员长1人、副委员长2人、委员30人。最初的馆址可能位于大鲍岛一带。德占时期，胶澳总督府遴选四名华人信任，代表华商群体参议华人事务，其中齐燕会馆占有两个名额，广东会馆、三江会馆各占一个名额。

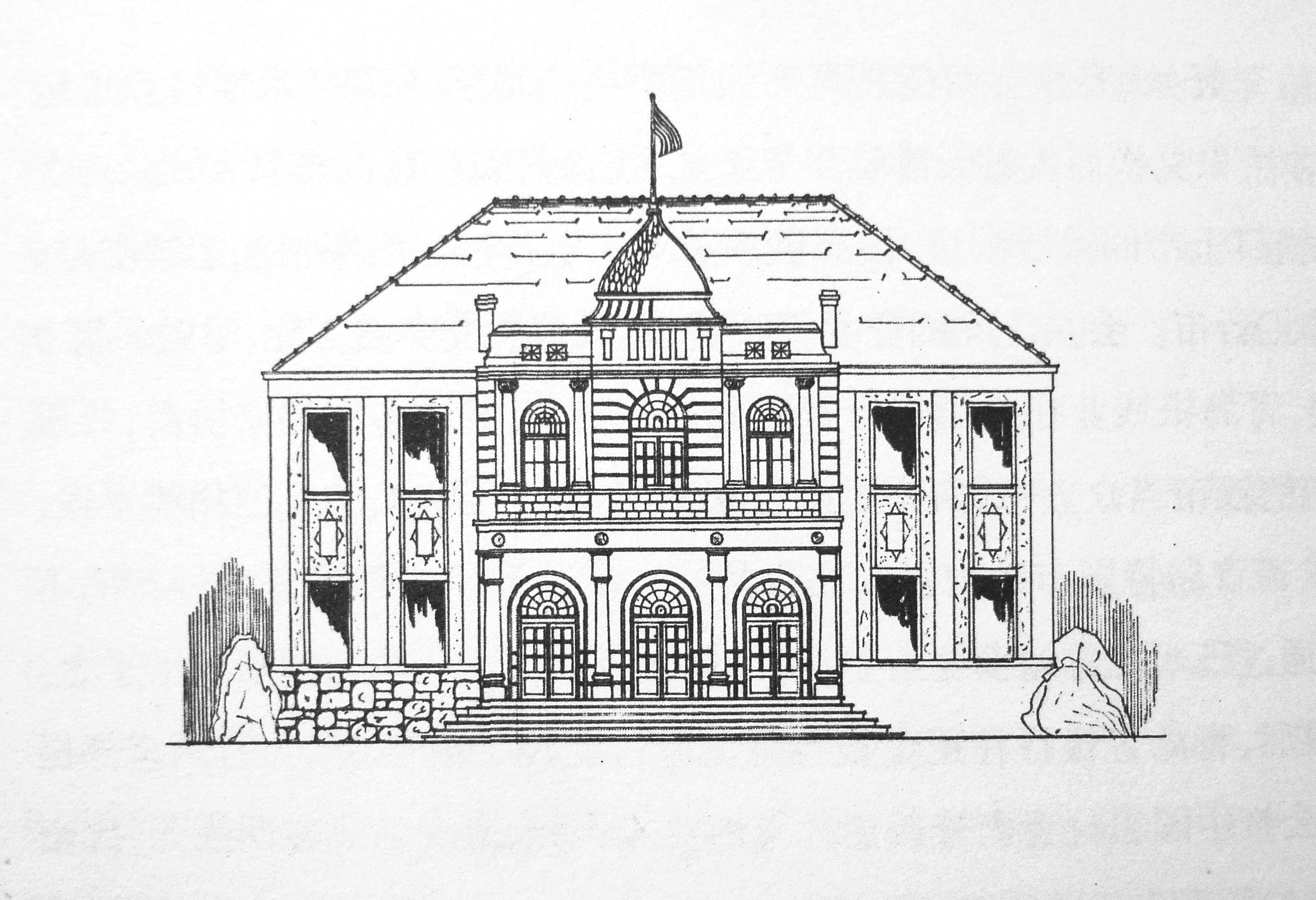
齐燕会馆正立面设计效果图

德占当局开辟港埠区后，齐燕会馆馆陶路与陵县路之间购得一块土地并建设礼堂一座。1922年青岛回归后，会馆原有建筑不敷使用，遂于1925年建设新的馆址，新楼的设计者是胶澳商埠局工程事务所的王锡波，全盛工程局承建。孙中山于1925年3月12日逝世后，孙中山先生逝世追悼大会于4月10日在齐燕会馆举行，会馆会堂作为祭堂，大门上悬挂横幅“普天同哀”，两边悬挂挽联“乃圣乃神乃文乃武出乎其类拔乎其萃，自东自西自南自北就之如日望之为云”，会堂内摆放孙中山遗像、花圈、祭品、挽联等，追悼会上宣读遗嘱，各界代表发表演讲，前往追悼者达万人。
同年6月30日，正值五卅惨案发生一个月时，青岛各界在齐燕会馆举行青沪粤汉死难烈士追悼会，各界团体参加集会者40余个，共计3万余人，《青岛公民报》主笔胡信之宣读祭文，各界代表登台演讲，之后游行示威，商店休业一天。南京国民政府接管青岛后，国民会议选举开票、国民革命军誓师纪念大会等活动都经常由齐燕会馆主持。

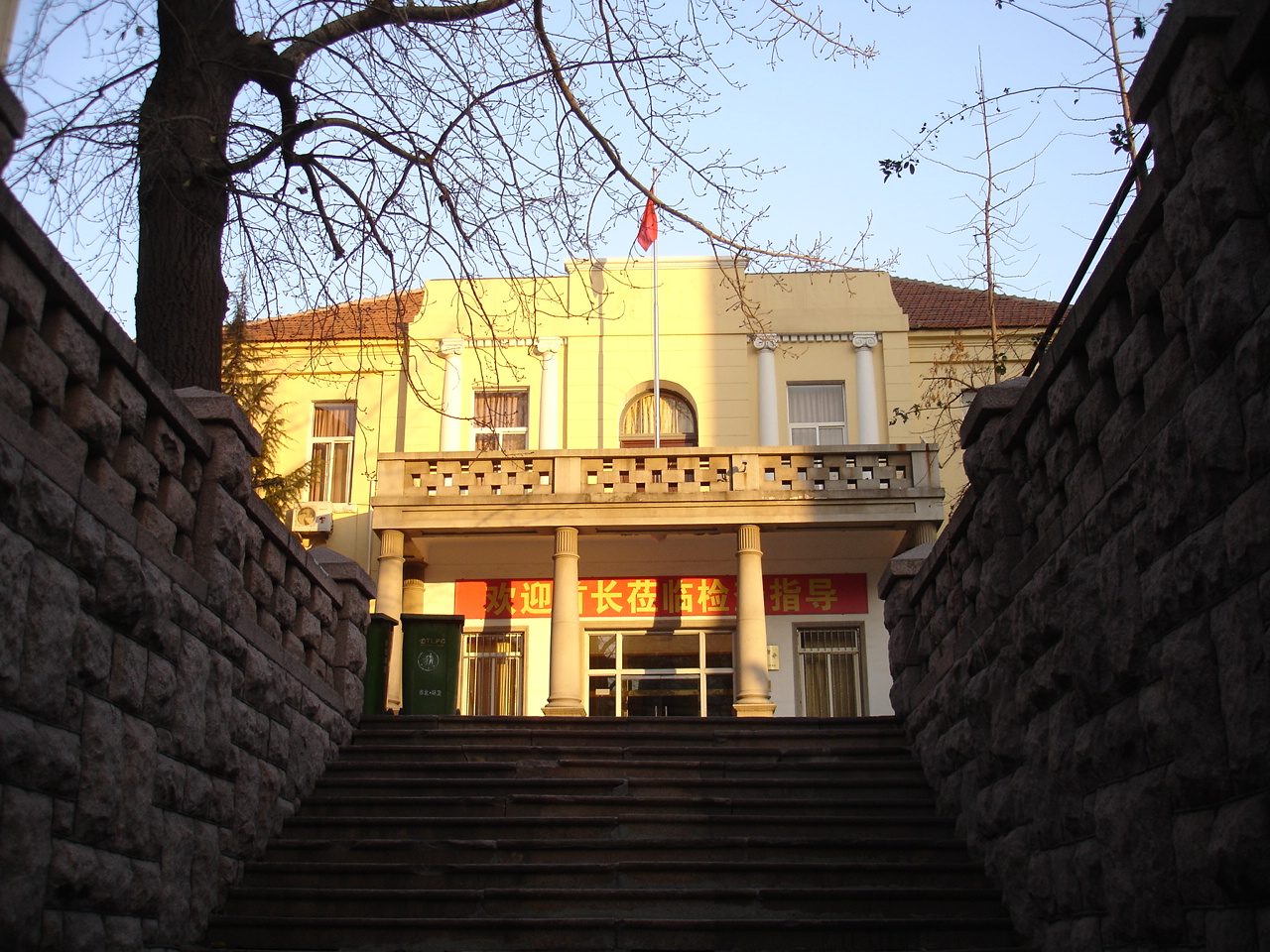
近景

齐燕会馆也曾为青岛的货币兑换场所。1929年7月26日早晨，中国、交通、明华、大陆、山左、中鲁六家银行经协商后在齐燕会馆宣布停止使用胶平银进行银钱兑换交易，改用银元，并函请青岛市政府批准。横滨正金银行曾通过日本领事馆提出抗议，后因华商抵制而作罢。7月31日，青岛市政府发布公告同意废除胶平银改用银元。1931年，青岛商会会长宋雨亭联合青岛市内多家华资工商业大户开办青岛市物品证券交易所，以对抗日资青岛取引所，并于9月19日在齐燕会馆开业交易，交易所在会馆营业直至1935年11月大沽路的交易所大楼建成。
齐燕会馆在20世纪上半叶的青岛商界有重要的地位与影响力，1930年代青岛商会的主席团委员、常务委员、执行委员中，齐燕会馆成员占大多数。商会自创建以来，除江苏江都人丁敬臣曾任会长两年外，其余历届会长均为齐燕会馆的山东商人，且大部分为黄县人、掖县人。1920年代后的会长与副会长均为山东人。
1938年1月日军占领青岛后，齐燕会馆馆址为日军所占，改为兴亚俱乐部。1945年8月日本投降后，馆址为南京国民政府所接收，1946年改为青岛要塞司令部所在地。同时青岛商会筹设现货交易市场，原计划借用大沽路交易所大楼未成，于1949年3月向第十一绥靖区司令部申请拨付原齐燕会馆作为交易市场，获同意后于4月末接收该建筑，青岛要塞司令部迁往太平路。交易市场定于5月末启用，但数天后的6月2日，解放军接管青岛，交易市场便不了了之。1949年后，该建筑曾为海军招待所，现仍为军事管理区。2000年列入第一批青岛市历史优秀建筑名单。2006年12月7日列入山东省文物保护单位青岛馆陶路近代建筑的保护范围。

## 建筑特色

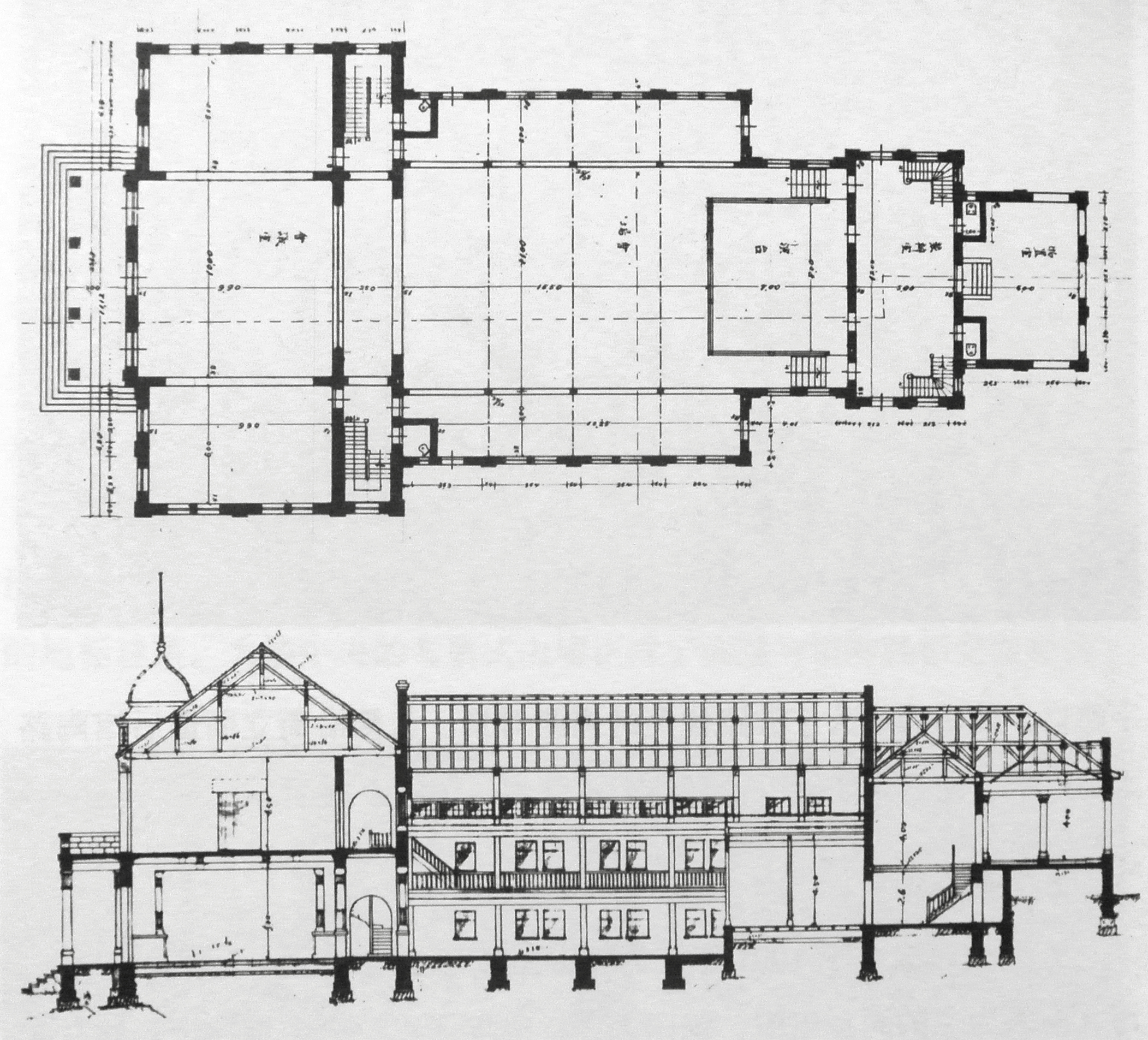
齐燕会馆设计图

齐燕会馆所在的院落面积较大，西临馆陶路，东临陵县路，南北分别与上海路和宁波路隔有一段距离。
会馆建筑面积800余平方米，位于院落中央，其正面面向正西方而不与馆陶路平行。院落面向馆陶路一面有大块花岗岩蘑菇石砌成的挡土墙，并设院门，院门后方为12级台阶通往会馆。建筑立面装饰多布置在正立面，其他立面装饰较简洁。建筑花岗岩蘑菇石砌基，主入口处建有一座6根立柱支撑的门廊，大门两侧曾有前清学部侍郎刘廷琛所题楹联：“齐鲁为礼义文物所宗谁使海邦同被化，燕赵多慷慨悲歌之士我来田岛问英雄。”其上方的二楼以四根爱奥尼亚柱头壁柱、水平影线与女儿墙装饰，正中设塔楼强调中轴线（塔楼于2000年代被拆除）。墙面主体为拉毛抹灰粉刷，再以光面抹灰进行分割，上下两层窗户间还有装饰纹样。屋顶为红瓦坡屋顶。
建筑整体分为前楼与会堂，前楼分为正厅和两侧的偏厅，偏厅后面为楼梯间。前楼后方与长方形的会堂相连，会堂长15米，宽11米，高8米，两侧设两层游廊，后方为舞台。会堂外的后方另设有一朝向后院的舞台。相对于馆陶路其他紧邻街道以彰显形象的商业建筑，与街道保持距离的会馆建筑体现了相对内敛的姿态。